# BlueMind (logiciel)
BlueMind est un logiciel de messagerie collaborative développé en France. Il permet la gestion des courriels, agendas, contacts, tâches et autres fonctionnalités collaboratives à destination des organisations publiques et privées.
Le logiciel est compatible avec différents clients de messagerie, dont Outlook, Thunderbird et les applications mobiles utilisant le protocole ActiveSync. Il prend également en charge les protocoles standards comme IMAP, SMTP, CalDAV et CardDAV.

## Modèle économique et développement
BlueMind est distribué selon un modèle open source partiel : le cœur de l’application est publié sous licence AGPLv3, tandis que certains modules et fonctionnalités avancées peuvent être soumis à d’autres licences. Le modèle économique repose sur un système de souscription donnant accès au support, aux mises à jour, aux outils de migration et à des modules complémentaires.
La commercialisation de la solution s’appuie sur un réseau de partenaires intégrateurs, en France et à l’international, qui assurent le déploiement, la personnalisation et le support local des installations. BlueMind peut être déployé sur site, dans un cloud privé ou via des offres hébergées par des prestataires partenaires.

## Contentieux avec la société Linagora
En 2012 naît un contentieux entre les sociétés BlueMind et Linagora. La deuxième accuse la première, notamment de contrefaçon (en copie de son logiciel OBM), de concurrence déloyale, ou encore de non-respect d'une clause de non-concurrence. Ainsi, plusieurs actions en justice sont engagées :
- Par Linagora, pour contrefaçon et concurrence déloyale devant le tribunal judiciaire de Bordeaux :

Linagora accusait notamment les fondateurs de Bluemind d'avoir « enlevé les mentions de paternité" du logiciel OBM Sync "en connaissance de cause, afin de pouvoir prétendre qu'ils avaient développé la solution eux-mêmes. »
Par un jugement du 21 juillet 2020, le tribunal judiciaire de Bordeaux condamne BlueMind pour concurrence déloyale et parasitisme, rejetant le grief tiré de la contrefaçon. La société doit alors verser près de 170 000 € à Linagora,.  En 2025 la Cour d'Appel de Bordeaux confirme qu'un logiciel libre est protégeable en France et condamne la société Blue Mind pour contrefaçon. La société Bluemind a été reconnue coupable d'avoir commis des actes de contrefaçon du module logiciel OBM-SYNC en effaçant volontairement la mention de paternité des sociétés Linagora. En outre, les juges de la cour d'appel confirment en partie le jugement initial de 2020, qui condamnait BlueMind pour pour concurrence déloyale au préjudice de Linagora. Il maintient les condamnations financières de première instance à hauteur de 196 000 euros, déjà perçue par Linagora en 2020.
La société BlueMind est également condamnée à afficher sur son site web pendant une période de trois mois une notice résumant les principaux éléments du jugement. Mais aussi à payer pour la publication d'annonces légales dans trois journaux ou publication. Et à rembourser les frais de justice engagés par Linagora dans le cadre de cette procédure.
Côté BlueMind, une note de blog assure que le jugement est sans gravité pour les utilisateurs, et les fondateurs s'interrogent sur la possibilité de se pourvoir en cassation.
Côté Linagora, les dirigeants espèrent que cette condamnation de Blue Mind pourra permettre à Linagora de remporter le procès en contrefaçon devant les juridictions pénales.
- Par Linagora, pour non-respect d'une garantie d'éviction lors d'une cession et violation d'une clause de non-concurrence devant le tribunal de commerce de Paris :

Dans un jugement du 23 novembre 2018, le tribunal de commerce de Paris déboute la société Linagora de son action contre deux ex-associés (Pierre Baudracco et Pierre Carlier qui ont démissionné en 2010 et ensuite fondé BlueMind) et la condamne à leur verser 20 000 € chacun en remboursement des frais engagés. Linagora leur reprochait d'avoir violé la garantie d'éviction qui lui était due (à la suite de la cession de leurs parts), notamment d'avoir « démarché et détourné sa clientèle, dénigré son logiciel OBM, capté parasitairement son savoir-faire intellectuel et industriel, de s’être approprié illicitement la technologie cédée à Linagora, d’avoir débauché des salariés, désorganisé la société et créé une société concurrente, BlueMind », ce à quoi le tribunal répond qu'aucun « élément comptable ou financier » n'est apporté permettant de prouver le trouble allégué. Ensuite, Linagora reprochait une violation de la clause de non-concurrence inscrite dans le pacte d'actionnaires, considérée comme illicite par les juges, « en raison de son absence de limitation géographique et de contrepartie financière »,.
Linagora fait appel de la décision et obtient gain de cause concernant le grief de violation de la garantie d'éviction, la cour d'appel de Paris, dans un arrêt du 1er décembre 2020, estimant que le trouble était justifié. Les deux ex-associés sont ainsi condamnés in solidum à verser un peu plus de 480 000 € à Linagora. Les juges confirment sur les autres points le jugement rendu en première instance,.
Pierre Baudracco et Pierre Carlier se pourvoient alors en cassation. Dans un arrêt du 10 novembre 2021, la Cour de cassation casse et annule le jugement rendu en appel, confirmant ainsi la non-violation de la garantie d'éviction, comme l'avaient estimé les premiers juges. L'affaire est renvoyée devant la cour d'appel de Paris autrement composée,,. Cette dernière rend un nouvel arrêt le 24 novembre 2022, dans lequel elle confirme la décision de cassation, estimant que la garantie d'éviction « qui doit nécessairement être limitée dans le temps pour ne pas contrevenir au principe à valeur constitutionnel de la liberté d’entreprendre » n'avait pas été violée,.
- Par BlueMind, pour diffamation et injure publique devant le tribunal correctionnel de Toulouse :

Par delà les accusations en justice, Linagora crée un site destiné à « la lutte contre les agissements de BlueMind » à l'adresse laveritesurbluemind.net. Les dirigeants de BlueMind, s'estimant diffamés et injuriés publiquement engagent alors une procédure devant le tribunal correctionnel de Toulouse, lequel rend un jugement, le 29 janvier 2019, dans lequel il fait droit aux demandes des dirigeants de BlueMind sur le fondement de la diffamation, rejetant le grief d'injure publique. Il condamne la société Linagora à une amende de 3 000 € avec sursis et 18 500 € de dommages-intérêts, ainsi que publier, pendant trois mois, un communiqué judiciaire sur le site en question.
Linagora fait appel de la décision et dans un arrêt du 8 janvier 2020, la cour d'appel de Toulouse confirme le jugement de première instance,.